# Shadows and Fog
Shadows and Fog, conocida en castellano como Sombras y nieblas y Sombras y niebla, es una de las películas más lúgubres de Woody Allen. Rodada enteramente en blanco y negro en escenografías lúgubres, sirve de homenaje del autor al expresionismo germano de la década de 1930 con claros guiños a M, el vampiro de Düsseldorf, de Fritz Lang. Además, el director alude también en esta película al mundo circense, muchas veces empleado en sus filmes, destacando la utilización de la línea musical de La ópera de los tres centavos compuesta por Kurt Weill (como la canción de los cañones) para el texto de Bertolt Brecht.
Aunque no es la primera vez que Allen usa el blanco y negro en una de sus cintas, en esta ocasión la ciudad es reconvertida, usada como telón de fondo para exponer las obsesiones del autor: Dios, el azar como motor de la existencia y la vida como una mera ilusión que, sin embargo, merece la pena ser disfrutada.
El reparto de Sombras y niebla destaca por su aparente contraste: desde el propio Allen y actores como John Malkovich o Kathy Bates hasta otros como Jodie Foster o la cantante pop Madonna, sin olvidar a la que fue su musa en esos años: Mia Farrow.

## Argumento
Sombras y niebla es la historia de un hombre enclenque y cobarde que es encomendado a salir a medianoche, en una ciudad sembrada de niebla y oscuridad, en la búsqueda de un asesino. Esta idea, ya bosquejada por el propio Allen en una obra de teatro titulada Muerte y publicada en uno de sus libros, Sin plumas (Editorial Tusquets), alude a la literatura kafkiana: Kleinman, que así se llama el personaje, no sabe qué papel tiene en el plan que los vecinos han preparado para atrapar al criminal. A partir de ahí, la película va encajando un sinfín de situaciones que colorean el retrato de la ciudad y de sus habitantes: el mundo del circo y los problemas entre sus miembros, el burdel con los bohemios universitarios, la comisaría de policía y la búsqueda del criminal, el cirujano que intenta indagar en la mente del asesino a través de la autopsia de sus víctimas, el cura y el oficial haciendo una hipotética lista de perseguidos... La película va agregando más y más personajes y situaciones, muchas veces alocadas, hasta llegar a un final que supone la confluencia de todos los caracteres creados.

## Reparto
- Woody Allen – Kleinman
- Kathy Bates – Prostituta
- Philip Bosco – Sr. Paulsen
- Charles Cragin – Spiro
- John Cusack – Jack
- Mia Farrow – Irmy
- Jodie Foster – Dorrie
- Fred Gwynne – Seguidor de Hacker
- Robert Joy – Seguidor de Spiro
- Julie Kavner – Alma
- Madonna – Marie
- John Malkovich – Paul
- Kenneth Mars – Mago
- Kate Nelligan – Eve
- Donald Pleasence – Doctor
- James Rebhorn – Vigilante
- John C. Reilly – Policía
- Wallace Shawn – Simon Carr
- Kurtwood Smith – Seguidor de Follower
- Josef Sommer – Monje
- Lily Tomlin – Jenny
- Daniel von Bargen – Vigilante